# Belmont-sur-Vair
Belmont-sur-Vair – miejscowość i gmina we Francji, w regionie Grand Est, w departamencie Wogezy.
Według danych na rok 1990 gminę zamieszkiwało 155 osób, a gęstość zaludnienia wynosiła 25 osób/km² (wśród 2335 gmin Lotaryngii Belmont-sur-Vair plasuje się na 890. miejscu pod względem liczby ludności, natomiast pod względem powierzchni na miejscu 905.).